# 4359 Berlage
A 4359 Berlage (ideiglenes jelöléssel 1935 TG) a Naprendszer kisbolygóövében található aszteroida. H. van Gent fedezte fel 1935. szeptember 28-án.